# 国王街 (德累斯顿)

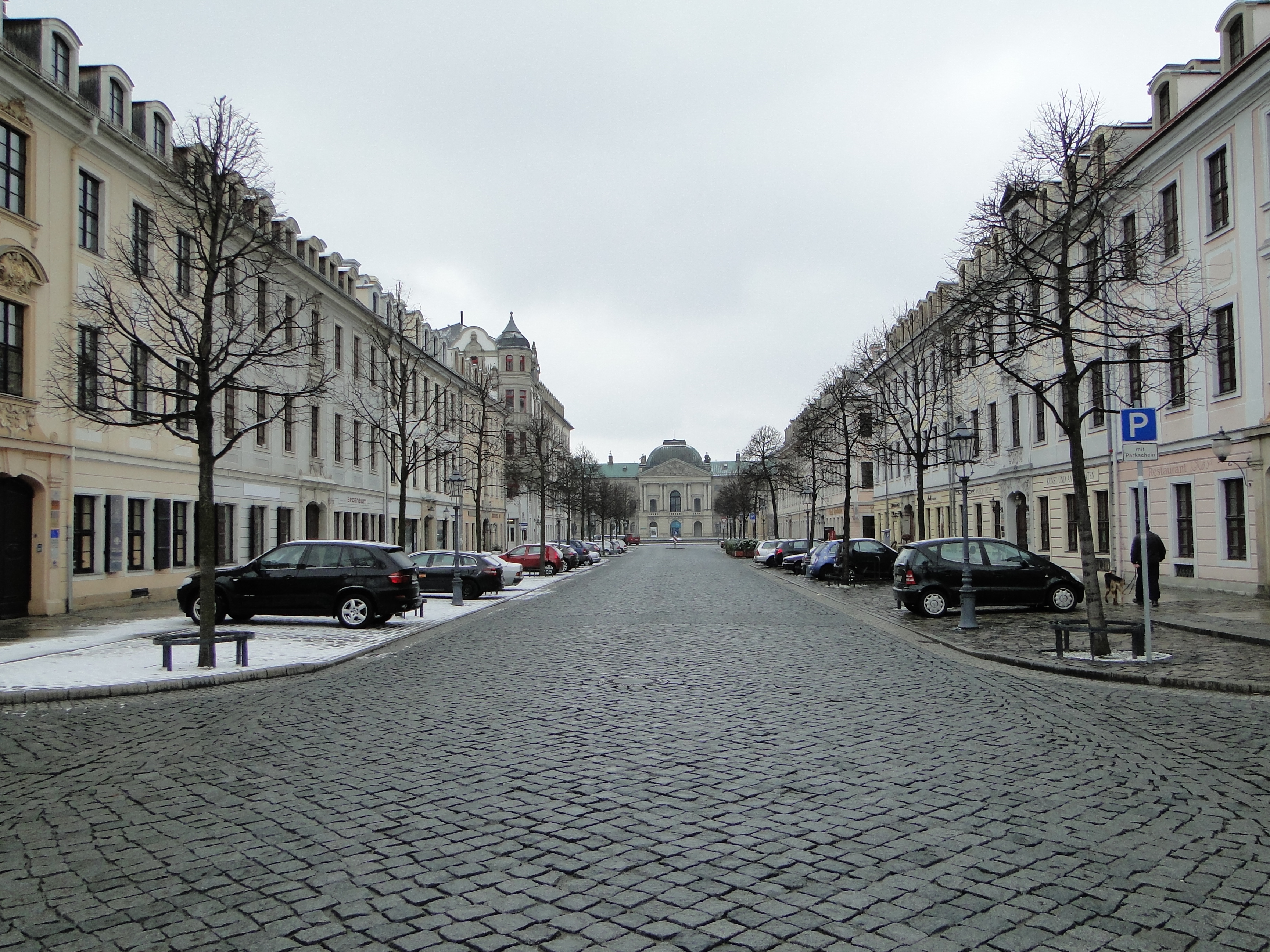

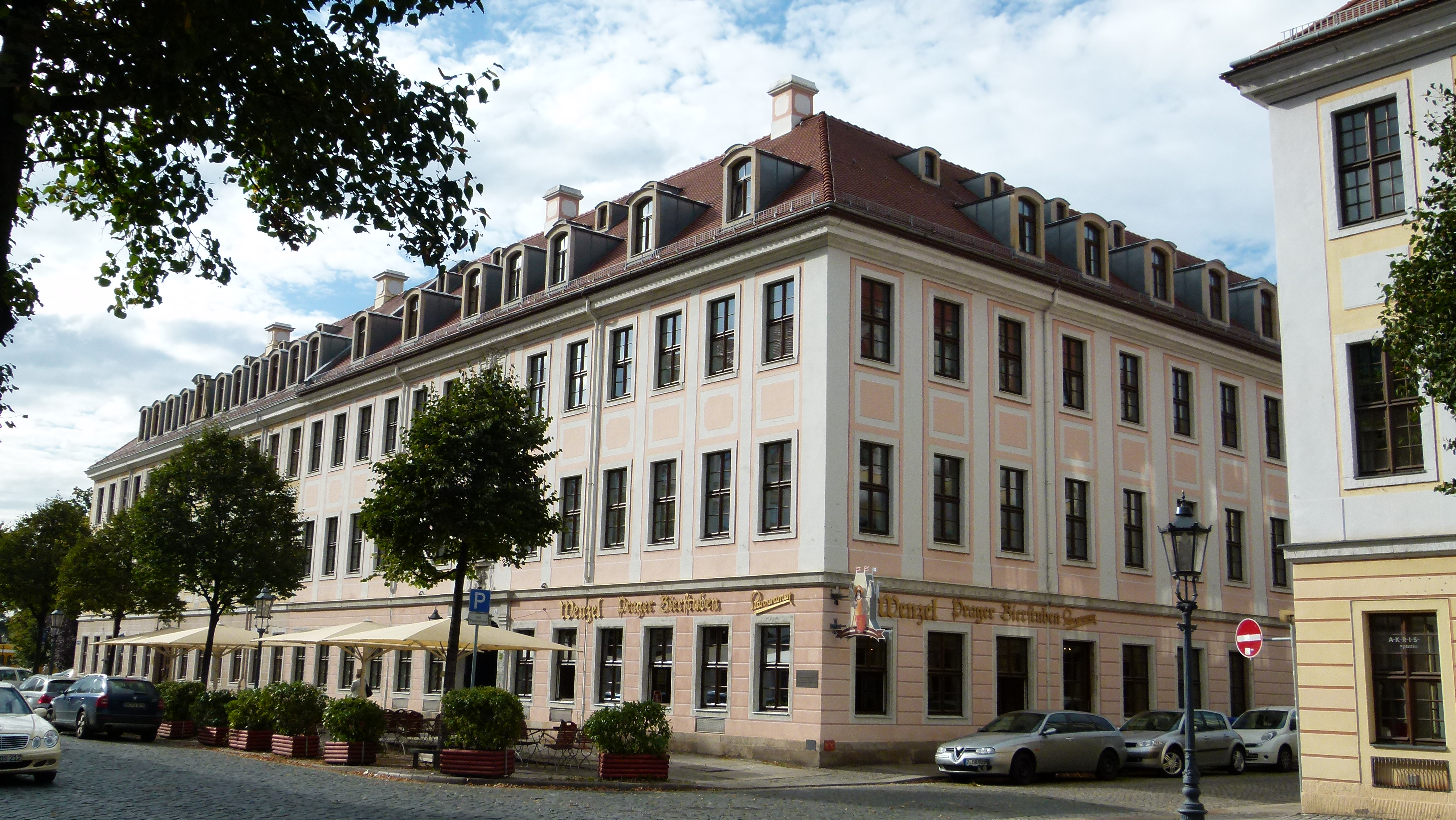
国王街1号

国王街（德语：Königstraße）是德国德累斯顿的一条巴洛克街道，位于内新城，从日本宫通往阿尔伯特广场。这里几乎所有的建筑都还保留着巴洛克风格的原貌。

## 历史
1685年大火之后，奥古斯特二世在易北河右岸的“新国王城”（Neue Königstadt），今天称为新城（Neustadt），成为一座巴洛克式的规划城市，两侧均为德累斯顿巴洛克风格的房屋。国王街开辟于1722年至1732年之间，是由马特乌斯·丹尼尔·波佩尔曼（Matthäus Daniel Pöppelmann）设计。这是一条长约 340 米、宽 30 米的林荫大道，两侧的建筑群既风格统一，又各不相同。可视为日本宫的视觉前奏。这种高贵、内敛的建筑以及美丽的内部庭院的建造方式，其中一些延续到拉尼茨巷（Rähnitzgasse）或墙巷（Wallgäßchen）。
国王街周边地区是德累斯顿唯一一个在第二次世界大战期间德累斯顿轰炸中幸存下来的巴洛克式住宅区，保存相对完好。在东德时期，国王街更名为弗里德里希·恩格斯大街。
从1990年开始，国王街和邻近的街道进行了大规模的修复和翻新。今天，国王街巴洛克区（Barockviertel Königstraße）拥有众多商店、画廊和餐厅以及办公室和公寓。

## 建筑
3号和5号房屋的地基可能可以追溯到1685年大火以前的时代。 
从1775年起，文物博物馆（Antikensammlung）的管理员菲利普·丹尼尔·利珀特（Philipp Daniel Lippert），就住在这条街的5a 号房子里。该建筑于1994年进行了翻新，并以其前居住者的名字命名。
巴洛克风格的三皇教堂（Dreikönigskirche），位于主街（Hauptstraße）与国王街之间。位于教堂斜对面的15 号，是德累斯顿文化大楼（Kulturrathaus Dresden）。从2002年到2015年，在它的拱形酒窖，开设了爵士俱乐部（Jazzclub Tonne）。
日本宫构成国王街的对景视图。街道的另一端是施瓦茨门（Schwarzes Tor），也就是今天的阿尔伯特广场。今天，阿尔伯特街（Albertstraße）一侧的死胡同还称为施瓦茨门（Am Schwarzen Tor）。